# Eugenio Alafaci
Eugenio Alafaci (* 9. August 1990 in Carnago) ist ein ehemaliger italienischer Radrennfahrer.

## Sportlicher Werdegang
Alafaci belegte 2008 den fünften Platz im Straßenrennen bei den UCI-Straßen-Weltmeisterschaften der Junioren und wurde Neunter im Einzelzeitfahren der Europameisterschaften. Zudem wurde er italienischer Juniorenmeister in der Einerverfolgung auf der Bahn. Ein Jahr später belegte er bei den Europameisterschaften Rang sieben im Einzelzeitfahren und wurde Zehnter im Straßenrennen.
Im Erwachsenenbereich fuhr Alafaci in den Saisons 2012 und 2013 für das Leopard-Trek Continental Team und gewann 2013 den Omloop der Kempen. 2014 wechselte er zum UCI ProTeam Trek Factory Racing und beendete als Fahrer dieser Mannschaft viermal in Folge den Giro d’Italia. 2017 wurde er wegen eines Trinkflaschenwurfs gegen einen Konkurrenten mit einer Geldbuße von 200 Schweizer Franken belegt, durfte das Rennen aber fortsetzen.
Nachdem Alafaci in den fünf Jahren bei Trek nicht überzeugen konnte und er ohne nennenswerte Ergebnisse blieb, wurde sein Vertrag nach der Saison 2019 nicht verlängert. Daher fuhr er in der Saison 2019 für das neu gegründete irische UCI Continental Team EvoPro Racing, wo er von insgesamt zehn Rennen überhaupt nur zwei beendete. Nach der Saison 2019 beendete er im Alter von 29 Jahren seine Karriere als Radrennfahrer.

## Erfolge
2008
- Italienischer Meister – Einerverfolgung (Junioren)

2013
- Omloop der Kempen
- Mannschaftszeitfahren Czech Cycling Tour

## Grand Tour-Platzierungen
| Grand Tour            | 2014 | 2015 | 2016 | 2017 |
| --------------------- | ---- | ---- | ---- | ---- |
| Giro d’ItaliaGiro     | 151  | 141  | 105  | 106  |
| Tour de FranceTour    | –    | –    | –    | –    |
| Vuelta a EspañaVuelta | –    | –    | –    | –    |